# ゴルナ・オリャホヴィツァ
ゴルナ・オリャホヴィツァ（Gorna Oryahovitsa (ブルガリア語: Горна Оряховица [ˈɡornɐ oˈrʲaxovit͡sɐ])）は、ブルガリア北東部の町、およびそれを中心とした基礎自治体。ヴェリコ・タルノヴォ州に属する。ヴェリコ・タルノヴォとドルナ・オリャホヴィツァに隣接している。近隣には、建築物保護区として、中世の要塞や民族復興期の建築物など多くの歴史的建造物が残されているヴェリコ・タルノヴォ市アルバナシ村がある。

## 歴史

### 古代
この地域で知られている初めての人の居住は新石器時代の紀元前5千年紀である。カマカ丘とアルバナシ平地の間には、後のトラキア人の住居の痕跡がみつかっている。その居住者はKrobizi族とよばれている。彼らはカマカ要塞を建造し、要塞は紀元前5世紀から紀元前1世紀まで存在していた。この集落での生活はスラヴ人の侵入を受ける5世紀から6世紀ごろまで続いた。その後、7世紀から12世紀までの間、継続的に人がこの地域に居住していた証拠は見つかっていない。

### 中世
12世紀の末にブルガリア帝国が再興され（第二次ブルガリア帝国）、その首都となったタルノヴグラトの防衛の必要が生じた。そのために複数の要塞が建造された。その中のひとつがラホヴェツ要塞（Раховец / Rahovets）であり、現在の町から4キロメートル北西に位置している。ラホヴェツとは「道路要塞」を意味し、その名称はペルシャ語で道路を意味する「rah」に由来している。この要塞の名称がスラヴ風になまったものが、現在の市名の起源である。
オスマン帝国の侵入によって、要塞へ通じる水路が遮断され、要塞は破壊されることなくはオスマン帝国に制圧された。ラホヴェツ要塞は、1444年にポーランドのヴワディスワフ3世による対オスマン戦争により破壊された。オスマン帝国統治時代の最初の1世紀の間に、この地域には3つの小さな村があり、それぞれマラ・ラホヴィツァ（Мала Раховица / Mala Rahovitsa、小ラホヴィツァ）、スレドナ・リャホヴィツァ（Средна Раховица / Sredna Rahovitsa、中ラホヴィツァ）、ゴリャマ・ラホヴィツァ（Горяма Раховица / Golyama Rahovitsa)、大ラホヴィツァ）と呼ばれた。

### 開発と発展
ブルガリア民族復興時代、ゴルナ・オリャホヴィツァは経済的に発展した町へと成長した。手工芸産業が発展し、交易は北部ブルガリアでもっとも盛んであった。毎週金曜日には牛と農産物、材木、木炭の市が開かれた。1822年には、修道学校が開設され、また1827年には私学校が開設、1835年からは公共学校として機能するようになった。1850年には初の女学校が、1859年には初の中学校がそれぞれ開設された。図書館・公民館の機能を果たすチタリシテ（Читалище / chitalishte）が1869年に設置された。ゴルナ・オリャホヴィツァは1870年に町に指定され、当時の人口は4700人、1200戸の世帯と5つの教会があった。

### 革命闘争
町の住民たちはオスマン帝国からのブルガリア解放闘争に加わった。ヴァシル・レフスキは1869年前半にゴルナ・オリャホヴィツァで革命委員会を組織し、その後2度にわたって町を訪れている。4月蜂起の準備段階においてゴルナ・オリャホヴィツァは、ステファン・スタンボロフ（Стефан Стамболов / Stefan Stambolov）を首班とする第1革命地区の中心となるように計画された。4月蜂起が失敗に終わると、地元の革命指導者“マケドンチェト”ことゲオルギ・イズミルリエフ（Георги Измирлиев / Georgi Izmirliev）は町の中心で絞首刑に処された。イズミルリエフの最後の言葉は「父なる地の自由のために死ぬことの、なんと良きことか！」であった。町の3人の市民がフリスト・ボテフ（Христо Ботев / Hristo Botev）に率いられた義勇武装隊で戦い、露土戦争では132人がブルガリア義勇軍に加わっている。戦争によってゴルナ・オリャホヴィツァは1877年6月26日に解放された。

### ブルガリア解放後
ブルガリア解放後、ゴルナ・オリャホヴィツァは交通の要衝として開発が進んだ。町は古都ヴェリコ・タルノヴォや観光地アルバナシに程近く、修道院をはじめ数多くの観光資源に恵まれた、観光の町となっている。

## 経済
ゴルナ・オリャホヴィツァはブルガリアにおける砂糖と砂糖製品の重要な生産地となっている。有力な製糖工場Sugar Plants Ltd.をはじめ、多くの中小の砂糖や甘味菓子の生産施設がある。

## 友好都市
- シゲトセントミクローシュ（en）、ハンガリー
- チェレポヴェツ、ロシア

## 町村

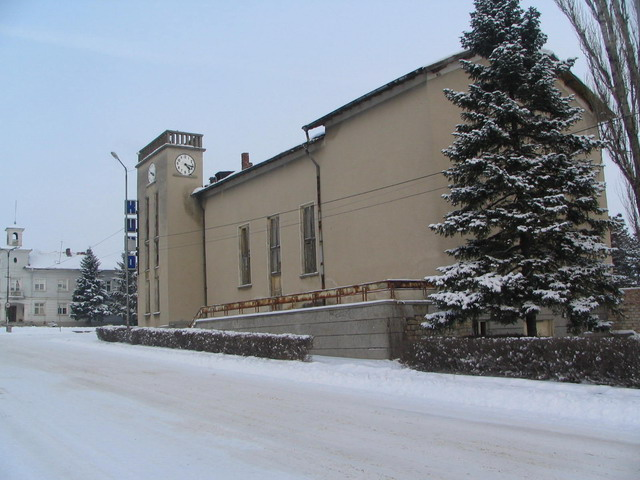
ゴルナ・オリャホヴツァ市内のドルナ・オリャホヴィツァのチタリシテ

ゴルナ・オリャホヴィツァ基礎自治体（Община Горна Оряховица）には、その中心であるゴルナ・オリャホヴィツァをはじめ、以下の町村（集落）が存在している。
- Върбица
- Горна Оряховица
- Горски Горен Тръмбеш
- Горски Долен Тръмбеш
- Долна Оряховица
- Драганово
- Крушето

- Паисий
- Писарево
- Поликрайще
- Правда
- Първомайци
- Стрелец
- Янтра

## 交通
ゴルナ・オリャホヴィツァはブルガリア北部の重要な鉄道網のハブとなっている。町には空港もあり、ソフィアまで30分で結ばれている。ソフィアまでの距離は230キロメートル、ヴァルナまでは220キロメートル、ルセまで100キロメートル、ヴェリコ・タルノヴォへは7キロメートルである。

## 著名な市民
- アタナス・ブロフ — 銀行家、政治家
- ニコラ・ペトロフ — レスラー
- ツヴェタン・ガシェフスキ— アームレスラー
- ヴァレリ・ボジノフ — サッカー選手
- ヴァレンティン・ディミトロフ・ミノフスキ — アーティスト
- ヴィクトル・チュチュコフ — 作曲家、ピアニスト